# 一瀬栄正
一瀬 栄正（いちのせ ひでまさ）は、戦国時代から安土桃山時代にかけての武将・キリシタン。大村氏の家臣。

## 略歴
朝長純利と共に大村氏を支え、合戦で多くの戦功を挙げた。栄正の姓が一瀬となった由来は、大村氏に味方する長崎領主・長崎純景が深堀純賢の攻撃を受けた際、援軍に駆けつけ、一瀬口で戦功を挙げたため、主君・大村純忠から「一瀬」の姓を賜ったからである。また、栄正は、永禄6年（1563年）に大村純忠と共にコスメ・デ・トーレス神父から洗礼を受けた重臣25名の一人である。天正4年（1576年）、死去。

## 今富のキリシタン墓碑
長崎県指定史跡である「今富のキリシタン墓碑」は栄正の墓碑であるが、2007年7月に大村史談会の調査で、墓碑上部に刻まれた「慶長19年」という年号と「庵□」(□は解読不能)という名前のような文字が刻まれていることが確認された。墓碑を調査した大石一久は栄正の子である栄相が、大村藩の禁教政策が強化される中、母・中浦氏の墓碑に父・栄正の仏式戒名を刻み夫婦墓としたとしている。